# 타클라마칸 (영화)
《타클라마칸》은 2018년에 개봉한 대한민국의 영화이다.

## 캐스팅
- 조성하 : 태식 역
- 하윤경 : 수은 역
- 송은지 : 현진 역
- 공상아 : 미선 역
- 장봉수 : 박 사장 역
- 최원 : 서 실장 역
- 이수자 : 태식 모 역
- 박상훈 : 준호 역
- 안민영 : 준호 모 역
- 김선혜 : 냉장고 아줌마 역
- 신승환 : 경비 아저씨 역
- 김현 : 노래방 여사장 역
- 최원태 : 욕하는 남자 역
- 고은기 : 차빼 남역
- 김서연 : 네일샵 사장 역
- 이재우 : 사채업자 역
- 이성준 : 전동휠 역
- 오누리 : 노래방 도우미 역
- 이하음 : 노래방 도우미 역
- 민정은 : 노래방 도우미 역
- 김용석 : 노래방 남자들 역
- 정수한 : 노래방 남자들 역
- 김용호 : 노래방 남자들 역
- 이형성 : 농구하는 아빠 역
- 김진수 : 불량 남고생 역
- 양서현 : 불량 여고생 역
- 박정현 : 불량 여고생 역
- 송화진 : 교회 전도인 역
- 이재열 : 교회 전도인 역
- 송승철 : 교회 전도인 역
- 윤유석 : 고물상 알리 역
- 조선묵 : 야구 아빠 역
- 주수민 : 야구 아들 역
- 김준배 : 사채 보스 역 (특별출연)

## 같이 보기
- 2018년 대한민국의 영화 목록